# Euday L. Bowman
Euday L. Bowman, all'anagrafe Euday Louis Bowman (Fort Worth, 9 novembre 1887 – New York, 26 maggio 1949), è stato un pianista e compositore statunitense.
Fu musicista di ragtime e blues che rappresenta uno stile chiamato in gergo tecnico "Texas Ragtime".

## Biografia
Negli anni della giovinezza viaggiò come pianista e arrangiatore per orchestrine.
Il suo nome è legato al celeberrimo Twelfth Street Rag, o "Rag della dodicesima strada", uscito nel 1914. Il pezzo ebbe un successo enorme e sarebbe potuto diventare il ragtime più famoso mai scritto,ma Bowman lo vendette per cento dollari dell'epoca.
Anni più tardi ne riprese il diritto di Copyright avendo visto le somme incassate dagli editori grazie alle sue innumerevoli renterpretazioni, prima fra tutte, quella di Pee Wee Hunter del 1948. Morì a New York City nel 1949.

## Stile
Giunto da Kansas City ma scarsamente riconosciuto dal grande pubblico, Bowman fu lo sfortunato autore del famoso 12th Street Rag, un rag rustico e concettualmente molto semplice che fece la fortuna del suo editore. Dopo che C. Wheeler lo riesaminò nel 1919 e ne cambiò il ritmo nella maniera del fox-trot, il 12th Street Rag diventò il compendio dello «junk rag» commerciale. Il 12th Street Rag rappresentava il primo di una serie di brani chiamati con nomi mutuati dalla toponomastica di Kansas City. Fra questi c'erano 6th Street Rag, 10th Street Rag, 11th Street Rag e Pettycoat Lane. Bowman compose anche molti rag in forma di blues, peculiari per il tessuto melodico e per gli ostinati nella linea del basso.

## Alcune composizioni
- Twelfth Street Rag
- Petticoat Lane Rag
- Colorado Blues
- Kansas City Blues
- Fort Worth Blues
- Tipperary Blues
- Shamrock Rag
- White Lily Dreams
- Old Glory On Its Way